# Муза Євген Іванович
Євген Іванович Му́за (нар. 14 листопада 1928, Шепетівка — пом. 1 травня 1991, Донецьк) — український радянський живописець; член Спілки радянських художників України з 1960-х років.

## Біографія
Народився 14 листопада 1928 року в місті Шепетівці (нині Хмельницька область, Україна). У 1957 році закінчив Київський художній інститут, де навчався у Олексія Шовкуненка. Член КПРС з 1959 року. Нагороджений орденом «Знак Пошани».
Жив у Донецьку, в будинку на вулиці Пастуховській № 22, квартира 6. Помер у Донецьку 1 травня 1991 року.

## Творчість
Працював у галузі станкового живопису. Автор пейзажів, тематичних полотен у стилі соцреалізму. Серед робіт:
- «У відпустці» (1957);
- «Кочегар» (1957; полотно, олія);
- портрет старого машиніста І. І. Рижкова» (1957);
- «Осінь» (1960-ті; полотно, олія);
- «Подружки» (1960-ті);
- «Бригада комуністичної праці Кузьми Северинова» (1960);
- «На будівництві» (1963; полотно, олія).

Брав участь у всеукраїнських і всесоюзних виставках з 1957 року.